# John Murray (4e comte de Dunmore)
Pour les articles homonymes, voir John Murray et Murray.
John Murray, 4e comte de Dunmore (1730 – 25 février 1809), est un pair écossais qui est gouverneur colonial de New York (1770-1771) et de Virginie (1771-1776).

## Biographie
John Murray est né en 1732 en Écosse et succède à son père, William Murray, 3e comte de Dunmore, en 1756 et devient alors vicomte de Fincastle. Il est membre de la Chambre des lords de 1761 à 1774 et de 1776 à 1790. En 1770, il est nommé gouverneur de la Province de New York, mais peu après son arrivée, la mort de Norborne Berkeley, gouverneur de la Colonie de Virginie, cause sa nomination pour le remplacer à compter du 25 septembre 1771.
Sous sa direction, une série de campagnes sont menées contre les amérindiens Shawnees dans la Vallée de l'Ohio, qui sont connues sous le nom de guerre de Lord Dunmore. En 1769, il prononce la dissolution de la Chambre des Bourgeois de Virginie, qui s'oopse aux Townshend Acts. Lord Dunmore décide, à la suite de la montée de l'insatisfaction des colons et d'une montée des révoltes des esclaves noirs face à la population blanche, de retirer le 21 avril 1775 les réserves de poudres des magasins de Williamsburg,. La découverte par les colons de cette initiative suscite une vive tension, qui se règle finalement le 4 mai à la suite d'un paiement de 330 livres par un riche planteur loyaliste pour prix de la poudre.
Il décide donc de signer la fameuse proclamation Dunmore, tout en déclarant la loi martiale le 7 novembre 1775. La proclamation a pour but d'encourager et d'alimenter la rébellion des esclaves face aux colons américains. Après la défaite britannique lors de la bataille de Great Bridge le 9 décembre 1775, sa position en Virginie devient intenable, ce qui le conduit à faire retraite vers New York au début de 1776.
Après la Guerre d'indépendance des États-Unis, il est de 1787 à 1796 gouverneur des Bahamas. En 1793, il ordonne la construction de Fort Fincastle à New Providence auquel il donne son nom.

## Héritage
- Comté de Dunmore (Virginie)
- Dunmore Street à Norfolk (Virginie)
- Palais du Gouverneur de Williamsburg
- Fort Fincastle (Bahamas)